# مخيم التدريب (فلم)
مخيم التدريب (بالإنجليزية: Boot Camp) ويعرف في المملكة المتحدة باسم «العقاب» (بالإنجليزية: Punishment) هو فيلم دراما وإثارة تم انتاجه في الولايات المتحدة وكندا، وصدر سنة 2007 بطولة ميلا كونيس، غريغوري سميث وبيتر ستورمار.

## القصة
في جزيرة نائية يوجد مخيم يقوم بجمع المراهقين الذين يقمون بأمور خاطئة، على سبيل المثال بيع المخدرات وممارسة الدعارة وثم إعادة تأهيلهم وأرجاعهم إلى أهلهم، غير أن المشكلة أن المقيمين على المخيّم يعاملون المراهقين بقسوة مبالغة وأيضا يوجد بين الموظفين ممن يستغلون المراهقين هناك.

## الميزانية والإيرادات
كلّف الفيلم ميزانية تقدر بـ 14 مليون دولار أمريكي.

## روابط خارجية
- مقالات تستعمل روابط فنية بلا صلة مع ويكي بيانات
- مخيم التدريب على IMDb
- مخيم التدريب على Rotten Tomatos
- مخيم التدريب على allmovie
- مخيم التدريب على filmaffinity